# Spencer (Indiana)
Pour les articles homonymes, voir Spencer.
La ville de Spencer est le siège du comté d'Owen, situé dans l'Indiana, aux États-Unis. Sa population était de 2 217 habitants lors du recensement de 2010.

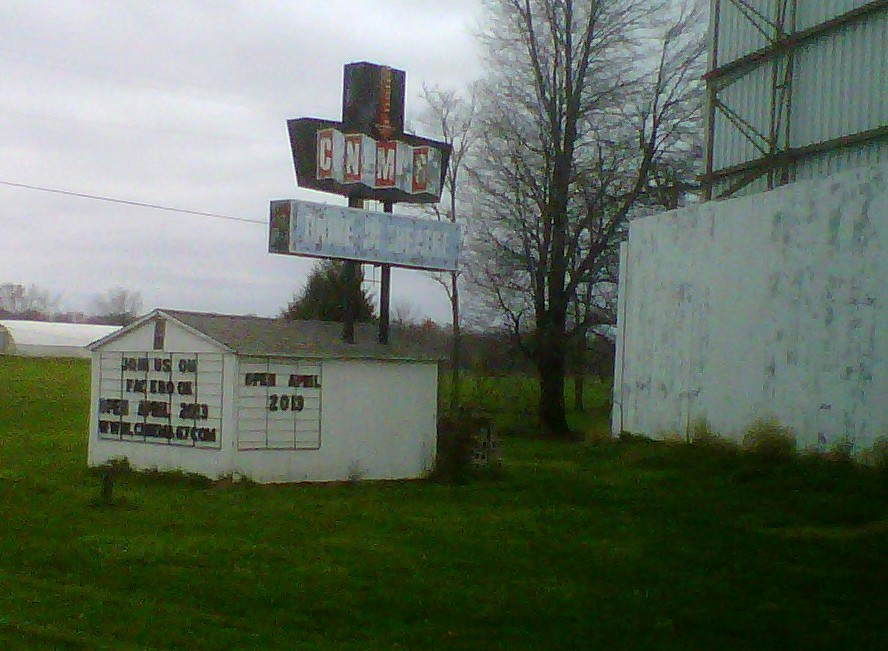
Le ciné-parc "The Cinema 67" près de Spencer

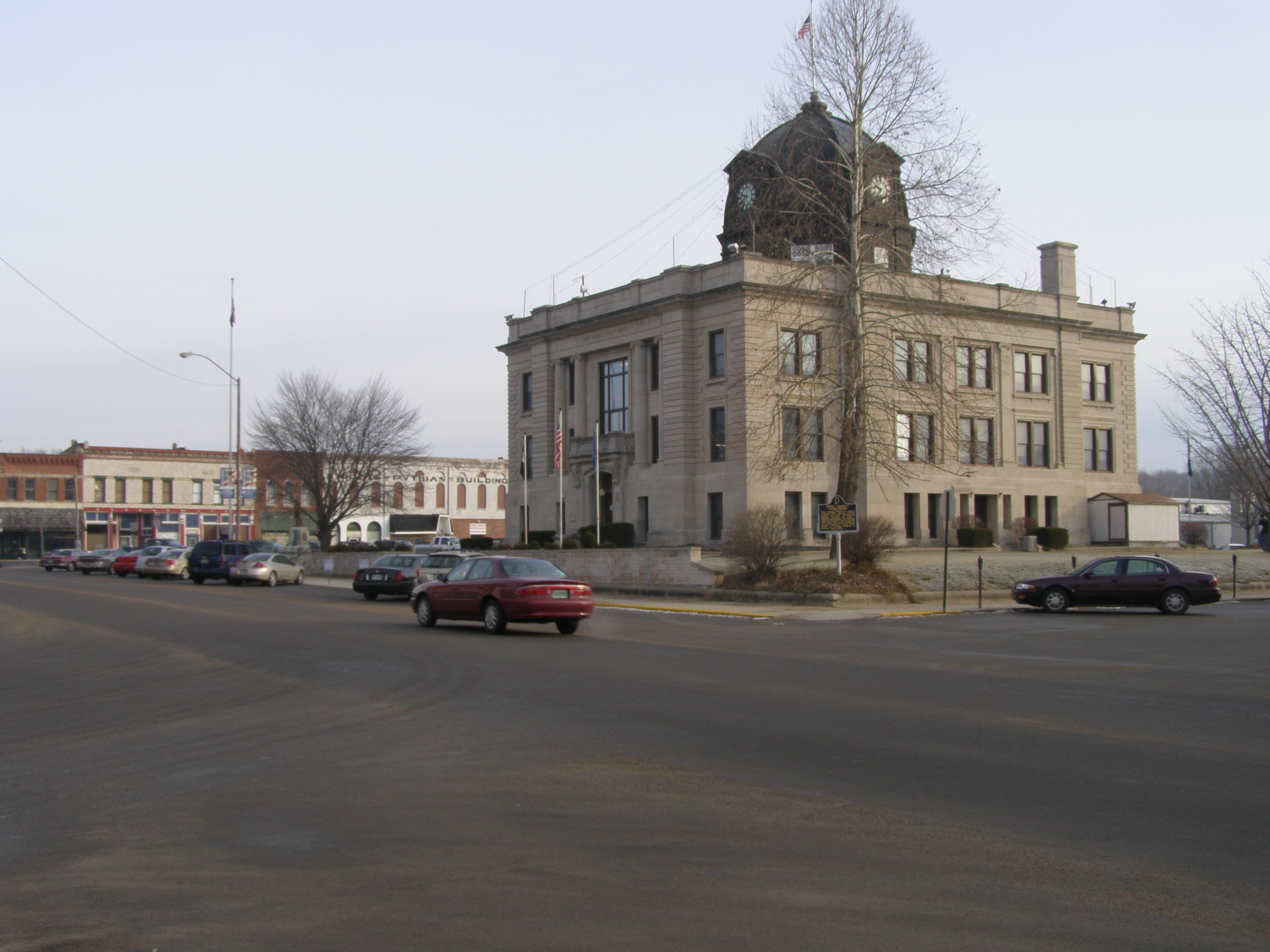
Palais de justice du comté d'Owen County à Spencer